# اسپاد اس. ۶
اسپاد اس. ۶ (به انگلیسی: SPAD_S.XI) یک هواگرد ملخ‌پیشین تک‌موتوره از نوع شناسایی ساخت شرکت SPAD است. در مجموع، تعداد ۱٬۰۰۰ فروند از این هواگرد ساخته شده‌است.
طراح این هواگرد، Louis Béchereau بود.